# Weki Meki
Weki Meki (coréen : 위키미키) est un girl group sud-coréen formé par Fantagio en 2017. Le groupe est composé de huit membres : Suyeon, Elly, Yoonjung, Doyeon, Sei, Lua, Rina et Lucy.

## Carrière

### Pré-débuts
Les membres ont commencé en tant que stagiaires au sein de Fantagio I-Teen, un programme télévisé pour jeunes talents prometteurs crée par Fantagio, et elles étaient connues en tant qu' i-Teen Girls.
En 2015, les membres Doyeon, Yoojung, Sei, Lua, Lucy et Elly (ainsi que les anciennes stagiaires Chu Ye-Jin et Lee Soo-Min) sont apparues à plusieurs reprises dans la mini-série de pré-début du groupe ASTRO, To be continued.
Elly (Jung Hae-Rim), Choi Yoo-jung, Kim Doyeon et Sei (aussi connue sous le nom de Lee Seo-jeong lorsqu'elle était dans le label LOUDers Entertainment) ont participé à  la première saison de l'émission de télé-réalité musicale, Produce 101, produite par Mnet. Choi Yoojung et Kim Doyeon ont réussi à faire partir du Top 11 et ont débuté peu de temps après au sein du girl group I.O.I.
Le 6 juillet 2017, Fantagio Music annonce le nom de son nouveau girl group : Weki Meki.

### 2017–2018: Débuts
Weki Meki a fait ses débuts officiels le 8 août 2017 avec l'extended play, Weme. L'EP contient six titres dont la chanson titre se nomme  « I Don't Like Your Girlfriend ». Certaines paroles de l'album ont été écrites par Choi Yoojung,. Un mois plus tard, une version "B" de leur EP sort en tirage limité. En novembre, selon Gaon Music Chart, leur premier EP s'est vendu à plus de 47 000 exemplaires physiques depuis sa sortie en août en faisant l'album le plus vendu par un girl group ayant débuté en 2017.
Le 1er février 2018, l'émission de télé-réalité intitulée « Weki Meki, mohae ? » a été diffusée en avant-première sur la plateforme YouTube. L'émission suit les filles pendant 60 jours dans leur quête pour devenir une idole à part entière. Elle compte au total 60 épisodes et a été diffusée du 1er février au 1er avril 2018.
Le 21 février 2018, le groupe sort son deuxième extended play, Lucky. L'album est composé de six titres dont les chansons titres sont « La La La » et "Butterfly". La seconde est un remake de la bande originale du film Take Off de 2009 que le groupe a sorti à l'occasion des Jeux Olympiques d'Hiver de 2018.
Les Weki Meki sortent leur premier album Kiss, Kicks, le 11 octobre 2018. Il contient trois titres au total, dont la chanson titre « Crush ». Certaines parties de rap de l'album ont été écrites par Yoojung.

### 2019 à 2023:Hide & Seek,New RulesetI Am Me.
Le 14 mai 2019, le groupe sort son deuxième single Lock End LOL dont la chanson titre est intitulée « Picky Picky ». Une version repackage appelée Week End LOL sort le 8 août 2019 avec la chanson titre « Tiki-Taka (99%) ».
Le 6 février 2020, l'agence Fantagio confirme que le groupe fera un comeback le 20 février 2020 avec un single digital intitulé Dazzle Dazzle. Il a également été confirmé que Yoojung ferait son grand retour au sein du groupe après une période de pause qui avait commencé en octobre 2019,.
Le 29 mai 2020, Fantagio a publié une image teaser sur les réseaux sociaux du groupe afin d'annoncer leur troisième EP, Hide & Seek, qui est sorti le 18 juin 2020. Cet album contient cinq titres, dont la chanson titre, « Oopspy » ainsi que « Dazzle Dazzle » issu de leur premier single digital.
Le 8 octobre 2020, Weki Meki sort son quatrième EP, New Rules, qui contient cinq chansons. Dans cet album, on peut retrouver la chanson titre, « Cool », ainsi que la version anglaise de « 100 Facts ».,
Le 18 novembre 2021, le groupe sort son cinquième EP, I Am Me, composé de six titres, dont la chanson titre « Siesta ».

### 2024: Disband
Le 7 juin 2024, il a été annoncé que Weki Meki se séparerait après la sortie de leur dernier single " CoinciDestiny " le 12 juin.

### Membres
- Suyeon (지수연) - leader[20],[21]
- Elly (엘리)[22]
- Yoojung (최유정)[23]
- Doyeon (김도연)[24]
- Sei (세이)[25]
- Lua (루아)[26]
- Rina (리나)[27]
- Lucy (루시)[28]

## Discographie

### Mini-albums (EP)
| Titre         | Détails                                                                                       | Meilleure position | Ventes                       |
| Titre         | Détails                                                                                       | COR                | Ventes                       |
| ------------- | --------------------------------------------------------------------------------------------- | ------------------ | ---------------------------- |
| Weme          | - Sortie : 8 août 2017 - Label : Fantagio Music - Formats : CD, téléchargement numérique      | 7                  | - COR : 49 476               |
| Lucky         | - Sortie : 21 février 2018 - Label : Fantagio Music - Formats : CD, téléchargement numérique  | 2                  | - COR : 34 395 - JAP : 2 225 |
| Hide and Seek | - Sortie : 18 juin 2020 - Label : Fantagio Music - Formats : CD, téléchargement numérique     | 13                 | - COR : 16 848               |
| New Rules     | - Sortie : 8 octobre 2020 - Label : Fantagio Music - Formats : CD, téléchargement numérique   | 13                 | - COR : 12 207               |
| I Am Me.      | - Sortie : 18 novembre 2021 - Label : Fantagio Music - Formats : CD, téléchargement numérique | 12                 | - COR : 17 366               |

### Singles albums
| Titre        | Détails                                                                                      | Meilleure position | Ventes         |
| Titre        | Détails                                                                                      | COR                | Ventes         |
| ------------ | -------------------------------------------------------------------------------------------- | ------------------ | -------------- |
| Kiss, Kicks  | - Sortie : 11 octobre 2018 - Label : Fantagio Music - Formats : CD, téléchargement numérique | 5                  | - COR : 22 281 |
| Lock End LOL | - Sortie : 14 mai 2019 - Label : Fantagio Music - Formats : CD, téléchargement numérique     | 6                  | - COR : 20 051 |

### Singles
| Titre                                | Année | Meilleure position | Meilleure position | Album               |
| Titre                                | Année | COR                | US World           | Album               |
| ------------------------------------ | ----- | ------------------ | ------------------ | ------------------- |
| I Don't Like Your Girlfriend         | 2017  | 95                 | —                  | Weme                |
| La La La                             | 2018  | —                  | —                  | Lucky               |
| Crush                                | 2018  | —                  | 14                 | Kiss, Kicks         |
| All I Want avec Hello Venus et Astro | 2018  | —                  | —                  | FM201.8             |
| Picky Picky                          | 2019  | —                  | —                  | Lock End LOL        |
| Tiki Taka (99%)                      | 2019  | —                  | —                  | Week End LOL        |
| Dazzle Dazzle                        | 2020  | —                  | —                  | Hide and Seek       |
| Oopsy                                | 2020  | —                  | —                  | Hide and Seek       |
| Cool                                 | 2020  | —                  | 25                 | New Rules           |
| Siesta                               | 2021  | —                  | —                  | I Am Me.            |
| CoinciDestiny                        | 2024  | —                  | —                  | Non issu d'un album |